# Фестак

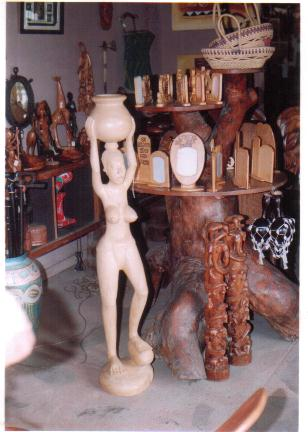
Резные деревянные сувениры, которые продаются в районе Фестак

Фестак (англ. Festac Town) — город в штате Лагос, Нигерия, расположенный вдоль автомагистрали Лагос-Бадагри, административный центр территории местного самоуправления Амуво-Одофин. Название города происходит от акронима FESTAC — «Второй Всемирный африканский фестиваль искусств и культуры» (англ. Second World African Festival of Arts and Culture), который проходил здесь в 1977 году. Фестак считается местом, которое в наибольшей степени передаёт «дух Лагоса», поэтому является популярным местом для туристов. Многие фильмы Нолливуда снимаются именно здесь для воссоздания национального колорита.

## История
Город первоначально назывался «Фестивальный город» или «Фестивальная деревня» и представлял собой жилой комплекс, предназначенный для размещения участников Второй Всемирный африканский фестиваль искусств и культуры 1977 года (Festac77). Первый такой фестиваль был проведён в 1966 году в Дакаре, Сенегал. Поселение было изначально спроектировано из 5000 современных жилых домов и семи улиц, предназначенных для размещения более 45 000 посетителей и обслуживающего персонала фестиваля. Правительство Нигерии выделило значительные средства для строительства города и оснащения его современной инфраструктурой — электрогенераторами, полицейскими участками, пожарными станциями, общественным транспортом и туалетами, супермаркетами, банками, медицинскими центрами и почтовыми отделениями. Построенное поселение должно было выглядеть современным благоустроенным городом и способствовать развитию государства, получавшего основной доход от продажи нефти.
После фестиваля федеральное правительство Нигерии выделило жильё и земельные участки для дальнейшего развития города.
Компьютерные кафе города длительное время пользуются репутацией прибежища кибермошенников. В частности, считается что здесь базируются участники мошенничеств с так называемыми «нигерийскими письмами».

## Планировка
Город спланирован как Гипподамова система, состоящая из семи основных улиц или проспектов (авеню), от которых отходят второстепенные дороги. Эти авеню обозначены порядковыми номерами: 1, 2, 3, 4, 5, 6 и 7, соответственно. 1-я, 2-я, 4-я и 7-я авеню окружают часть города в виде почти прямоугольной сети дорог, соединённых между собой. 3-я и 5-я улицы проходят параллельно друг другу в черте города, 6-я авеню находится в той части города, куда можно попасть через мост с 1-й авеню. В городе имеется тупиков, обозначенных буквами.
До города Фестак можно добраться от скоростной автомагистрали Лагос-Бадагри через три главных въезда, которые соединены с 1-й, 2-й и 7-й авеню и называются Первыми, Вторыми и Третьими воротами соответственно. В город также можно попасть через мост Festac Link.

## Средства массовой информации
Город Фестак имеет ряд собственных СМИ, которые собирает освещают местные события и размещают необходимую информацию для туристов и жителей города и района местного самоуправления Амуво-Одофин.